# Elvis Sarić
Elvis Sarić (Dubrovnik, 21 de julio de 1990) es un futbolista croata, nacionalizado bosnio, que juega en la demarcación de centrocampista para el Qingdao Hainiu de la Superliga de China.

## Selección nacional
Hizo su debut con la selección de fútbol de Bosnia y Herzegovina el 28 de enero de 2018 en un encuentro amistoso contra los Estados Unidos que finalizó con un resultado de empate a cero. Además disputó varios partidos de la Liga de Naciones de la UEFA 2018-19.

### Goles internacionales
| # | Fecha                   | Estadio                                  | Oponente          | Gol | Resultado | Competición                         |
| - | ----------------------- | ---------------------------------------- | ----------------- | --- | --------- | ----------------------------------- |
| 1 | 8 de septiembre de 2018 | Windsor Park, Belfast, Irlanda del Norte | Irlanda del Norte | 0-2 | 1-2       | Liga de Naciones de la UEFA 2018-19 |

## Clubes
| Club                    | País                 | Año       | Partidos | Goles |
| ----------------------- | -------------------- | --------- | -------- | ----- |
| N. K. GOŠK Dubrovnik    | Croacia              | 2008-2009 | 31       | 3     |
| N. K. Lučko             | Croacia              | 2009-2013 | 78       | 19    |
| N. K. Vinogradar        | Croacia              | 2013      | 8        | 5     |
| N. K. Lučko             | Croacia              | 2013-2014 | 0        | 0     |
| N. K. Inter Zaprešić    | Croacia              | 2014      | 14       | 1     |
| F. K. Sloboda Tuzla     | Bosnia y Herzegovina | 2014-2016 | 60       | 5     |
| F. K. Sarajevo          | Bosnia y Herzegovina | 2016-2018 | 65       | 9     |
| Suwon Samsung Bluewings | Corea del Sur        | 2018-2019 | 37       | 6     |
| Al-Ahli                 | Arabia Saudita       | 2019-2021 | 34       | 0     |
| H. N. K. Gorica         | Croacia              | 2021-2022 | 5        | 0     |
| Suwon Samsung Bluewings | Corea del Sur        | 2022      | 33       | 3     |
| Qingdao Hainiu          | China                | 2023-     | 60       | 6     |